# Verticordia habrantha
Verticordia habrantha är en myrtenväxtart som beskrevs av Johannes Conrad Schauer. Verticordia habrantha ingår i släktet Verticordia och familjen myrtenväxter. Inga underarter finns listade i Catalogue of Life.

## Bildgalleri

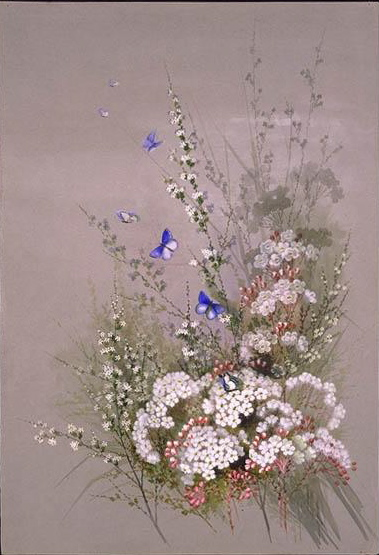